# Quadrilla de Mendialdea

Escut de la Quadrilla

Ubicació de la Quadrilla de Mendialdea dins d'Àlaba

La Quadrilla de Mendialdea (en euskera: Arabako Mendialdea, en castellà Cuadrilla de Campezo-Montaña Alavesa) és una comarca del País Basc; concretament del territori històric d'Àlaba.
És una de les set comarques o quadrilles en les quals es divideix la província d'Àlaba. La seva denominació oficial és Quadrilla de Campezo-Muntanya Alabesa (Kanpezuko-Arabako Mendialdea Koadrila en euskera). La capital comarcal és Kanpezu.

## Situació
La comarca de la Muntanya Alabesa se situa al sud-est d'Àlaba, amb una superfície de 534,87 km² i una població de 3.170 habitants (2006. Inclou els municipis d'Arraia-Maeztu, Bernedo, Campezo, Lagran, Peñacerrada i Valle de Arana, així com les terres comunals de la Parzonería d'Encia i de la Comunitat de Laño, Pipaón i Peñacerrada. Aglutina un total de 47 localitats. És una comarca muntanyenca i molt poc poblada. Ha perdut més de la meitat de la seva població al llarg del segle xx, passant dels més de 8.000 habitants de 1900 a la població actual. El 35,7% de la població laboral treballa en l'agricultura. El 32% es dedica a l'activitat industrial. Els serveis, gràcies a una activitat turística en alça, experimenta un important desenvolupament.

## Municipis
Els municipis que componen la Muntanya Alabesa són: 
| #     | Municipi                                | Alcalde                                        | Partit Polític          | Població | % Població | Territori km² |
| ----- | --------------------------------------- | ---------------------------------------------- | ----------------------- | -------- | ---------- | ------------- |
| 1     | Arraia-Maeztu                           | Ángel Marcos Pérez de Arrilucea Pérez de Alday | PNB                     | 734      | 23,2       | 123,11        |
| 2     | Bernedo                                 | Juana Velasco Arroniz                          | PNB                     | 566      | 17,9       | 130,44        |
| 3     | Campezo/Kanpezu                         | Aitor Aguinaga Legorburu                       | PNB                     | 1.083    | 34,1       | 85,02         |
| 4     | Lagran                                  | José María Martínez Fernández                  | PNB                     | 192      | 6,1        | 45,62         |
| 5     | Peñacerrada-Urizaharra                  | Luisa María Alonso Pinedo                      | Agrup. Mun. Independent | 257      | 8,1        | 57,06         |
| 6     | Harana/Valle de Arana                   | Pedro San Vicente Corres                       | PNB                     | 338      | 10,7       | 39,12         |
| 7 (*) | Parzoneria d'Encia                      |                                                |                         |          |            | 49,37         |
| 8 (*) | Comunitat de Laño, Pipaón i Peñacerrada |                                                |                         |          |            | 5,13          |
|       | Quadrilla de Mendialdea                 |                                                |                         | 3.170    | 100        | 534,87        |

(*) No són municipis